# Mihr
Mihr (Միհր) is de godheid van het licht van de hemel en de god van de zon in de oude Armeense mythologie. De aanbidding van Mihr vond plaats in een regio genaamd Derjan, een district in klein-Armenië, dat momenteel in oostelijke Turkse gebieden ligt. De tempel gewijd aan Mihr werd gebouwd in het dorp Bagaritch. Ondanks het feit dat de Armeense Mihr in Armenië minder prominent was dan Mithra in Perzië, is Mihr de wortel van veel Armeense eigennamen zoals Mihran, Mihrdat en Mehruzhan. De Armeense heidense tempel Mehian heeft ook dezelfde bron. De maand februari stond in het teken van Mihr en heette Mehekan (Մեհական). In 301 n.Chr. werd het christendom de officiële religie van Armenië, en de Armeense kerk nam veel heidense riten en ceremonies over. Het christelijke vuurfeest van Trndez, dat heidense wortels heeft, wordt bijvoorbeeld nog steeds gevierd in februari, de maand gewijd aan Mihr.

## Triade in Armeens heidendom
Volgens Vahan Kurkjyan heeft de ideologie achter het Armeense heidendom geen Avestaanse trek, omdat het idee van het ideaal niet bestond in het mazdeïsme. De Armeniërs richtten echter standbeelden op ter ere van de zon en de maan. Bovendien wordt het Armeense heidendom gekenmerkt door de verering van een triade. De Urartiërs aanbaden drie grote goden: Haldis, Theispas en Artinis. Hetzelfde idee bestond in het Armeense zoroastrisme, waarin de triade bestond uit Aramazd, Anahit en Mihr.